# Drapeau du Bangladesh

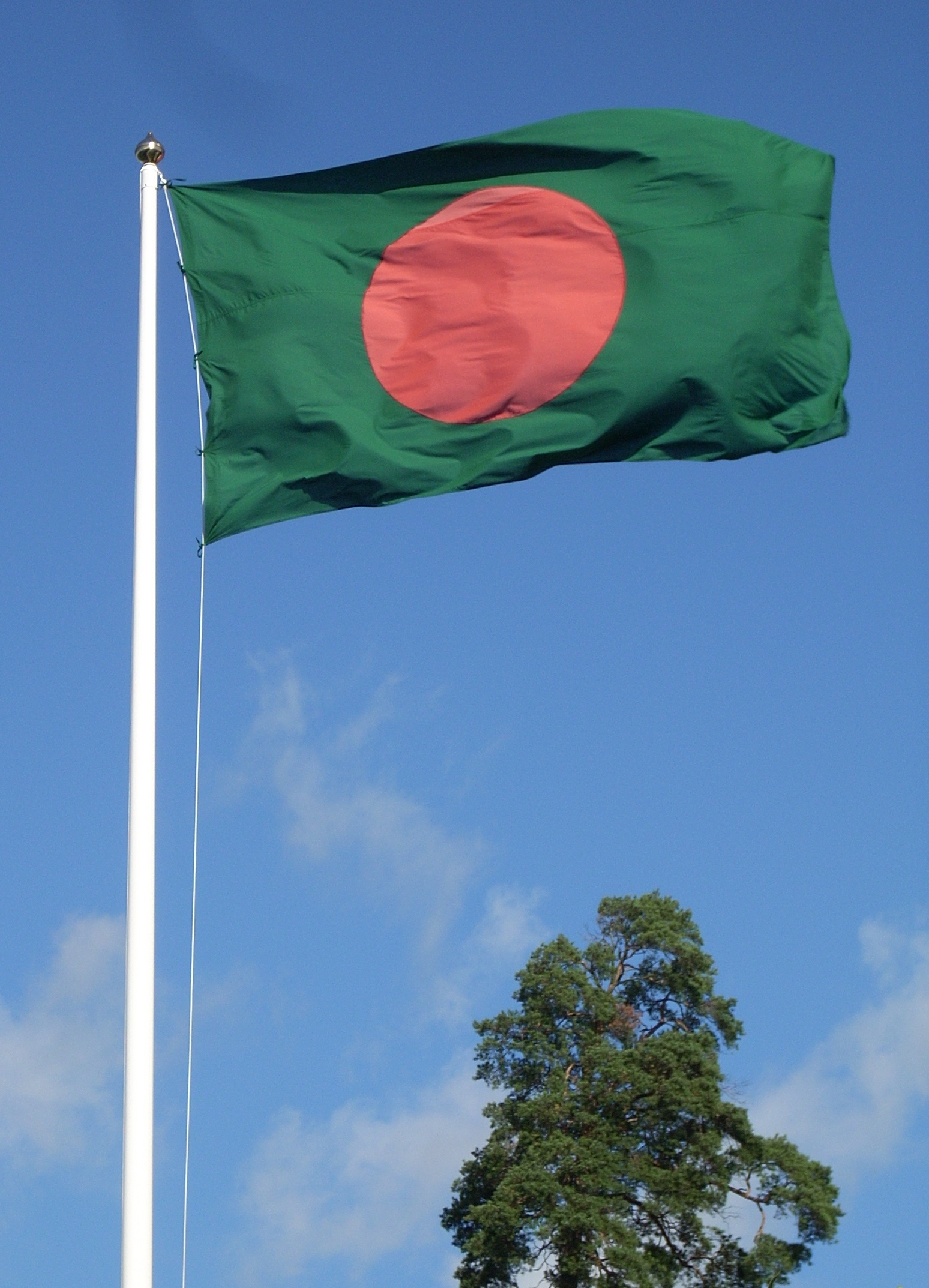
Photo du drapeau

Le drapeau du Bangladesh est le drapeau national de la république populaire du Bangladesh. Il est vert frappé d'un disque rouge.
Le drapeau au soleil rouge a été utilisé pour la première fois le 3 mars 1971. Dans sa forme actuelle, il a été adopté officiellement par le Bangladesh le 17 janvier 1972 et fut utilisé pour la première fois aux Nations unies en septembre 1974.

## Origine du drapeau

Le premier drapeau du Bangladesh indépendant (3 mars 1971-17 janvier 1972).

Le premier drapeau du Bangladesh, verso (hampe à droite).

Lorsque le Pakistan oriental se sépara du Pakistan et devint le Bengale oriental indépendant sous le nom de Bangladesh, il eut besoin de se doter d'un nouveau drapeau. Il adopta le projet dessiné par le peintre Quamrul Hassan. L'artiste avait conçu un dessin et choisi des couleurs en s'inspirant d'un poème de Rabindranath Tagore, le grand poète bengali, honoré en 1913 par le prix Nobel de littérature. Le drapeau bengalais est un des rares cas au monde de drapeau illustrant un poème :
« Ô Soleil, lève toi sur les cœurs qui saignent
Qui laissent sur l'herbe fragile la marque de leurs pieds teintés de sang. »
R. Tagore, Action de grâce (in La Corbeille de fruits n° 86).
Le rouge symbolise le sang des Bangladais tués depuis 1947 lors des affrontements avec le Pakistan. Le vert symbolise la vitalité, la jeunesse et les terres agricoles.
Le premier drapeau, celui de 1971, portait la silhouette jaune de la carte géographique du pays dans le cercle rouge ; elle fut supprimée peu de temps après, en 1972, pour simplifier la fabrication des drapeaux.

## Construction du drapeau

Guide pour la construction du drapeau national du Bangladesh

Le ratio entre la longueur et la hauteur du drapeau est de 5:3. C'est un ratio moins habituel que 2:1 (Royaume-Uni) ou 3:2 (France), mais c'est le même que le ratio des drapeaux de l'Angleterre et de l'Allemagne.
Le diamètre du disque mesure les deux-tiers de la hauteur du drapeau. Le disque est décentré, légèrement décalé vers la hampe, de manière à apparaître centré lorsque le drapeau flotte. Dans le monde, de nombreux autres drapeaux et pavillons sont décentrés pour la même raison : le pavillon national français, le drapeau portugais, les drapeaux scandinaves et nordiques, le drapeau du Groenland par exemple.
| Couleur | ● Vert bouteille | ● Rouge sang |
| ------- | ---------------- | ------------ |
| HTML    | #006A4E          | #F42A41      |
| RVB     | 0, 106, 78       | 244, 42, 65  |

## Les pavillons
Le Bangladesh est une ancienne colonie britannique. Il conserve ainsi le mode de construction des pavillons qui avait cours au temps où le pays faisait partie de l'Empire des Indes britanniques.
Le pavillon civil est calqué sur le Red Ensign et celui de la marine de guerre sur le White Ensign de la Royal Navy. Le drapeau de l'armée de l'air est calqué sur celui de la Royal Air Force.

Pavillon civil.
Pavillon de la marine de guerre.
Drapeau et pavillon de l'armée de l'air.

## Sources
- (en) Banglapedia
- Universalis, Encyclopédie thématique, tome 21, p. 23